# 哈廷 (蒂罗尔州)
哈廷（德語：Hatting）是奥地利蒂罗尔州因斯布鲁克兰县的一个市镇。总面积7.07平方公里，总人口1230人，人口密度174.0人/平方公里（2011年）。